# Joelfeest

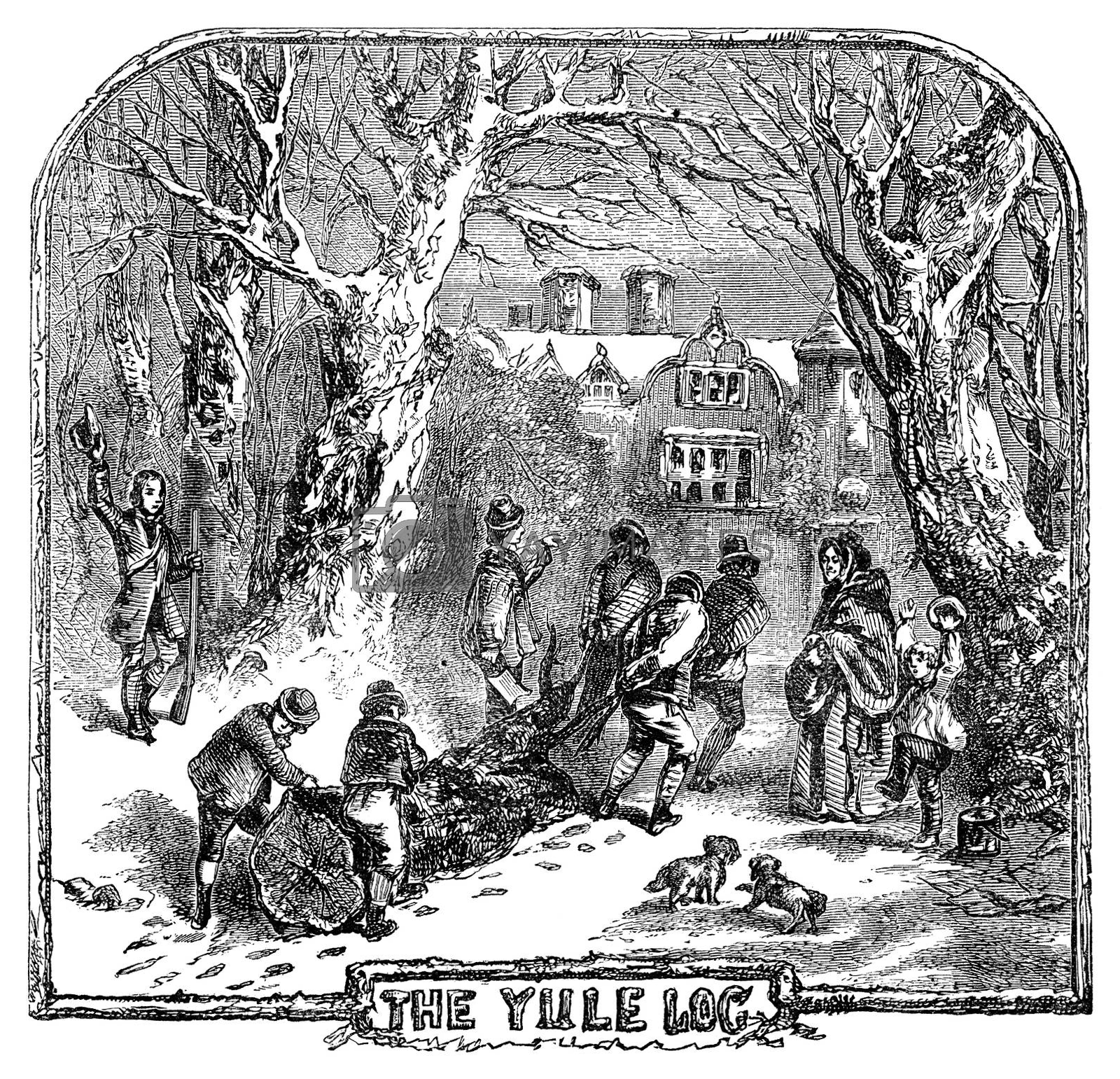
Het joelblok wordt uit het bos gehaald door de mannen, de vrouw des huizes (of dochter) steekt dit blok aan met houtskool van het joelblok van het vorig jaar, 1832.

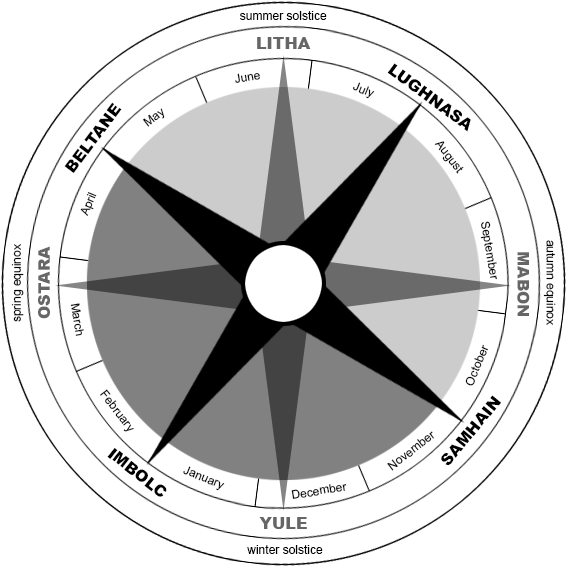
Jaarwiel, met Scandinavische en Keltische feesten

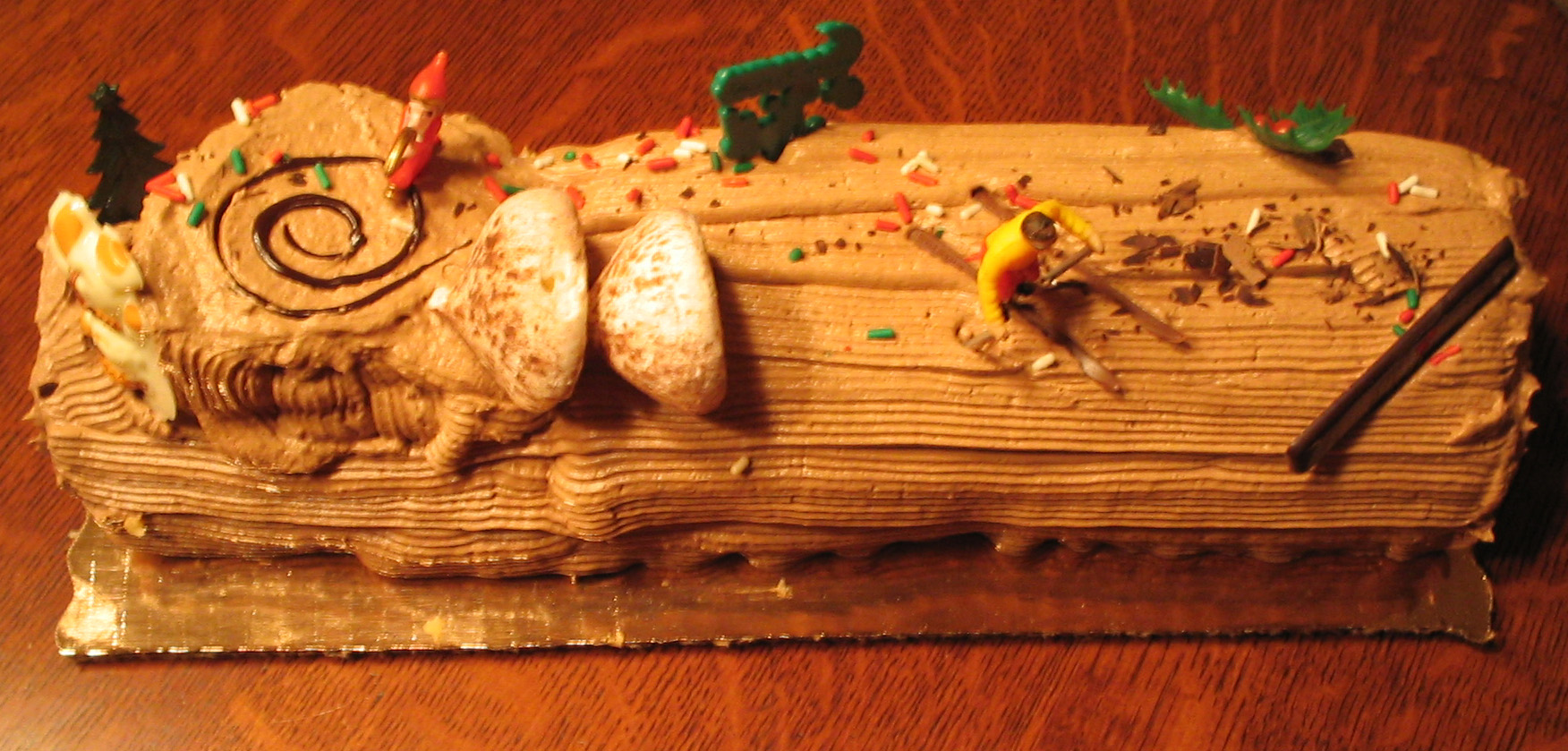
Een cake in de vorm van het joelblok

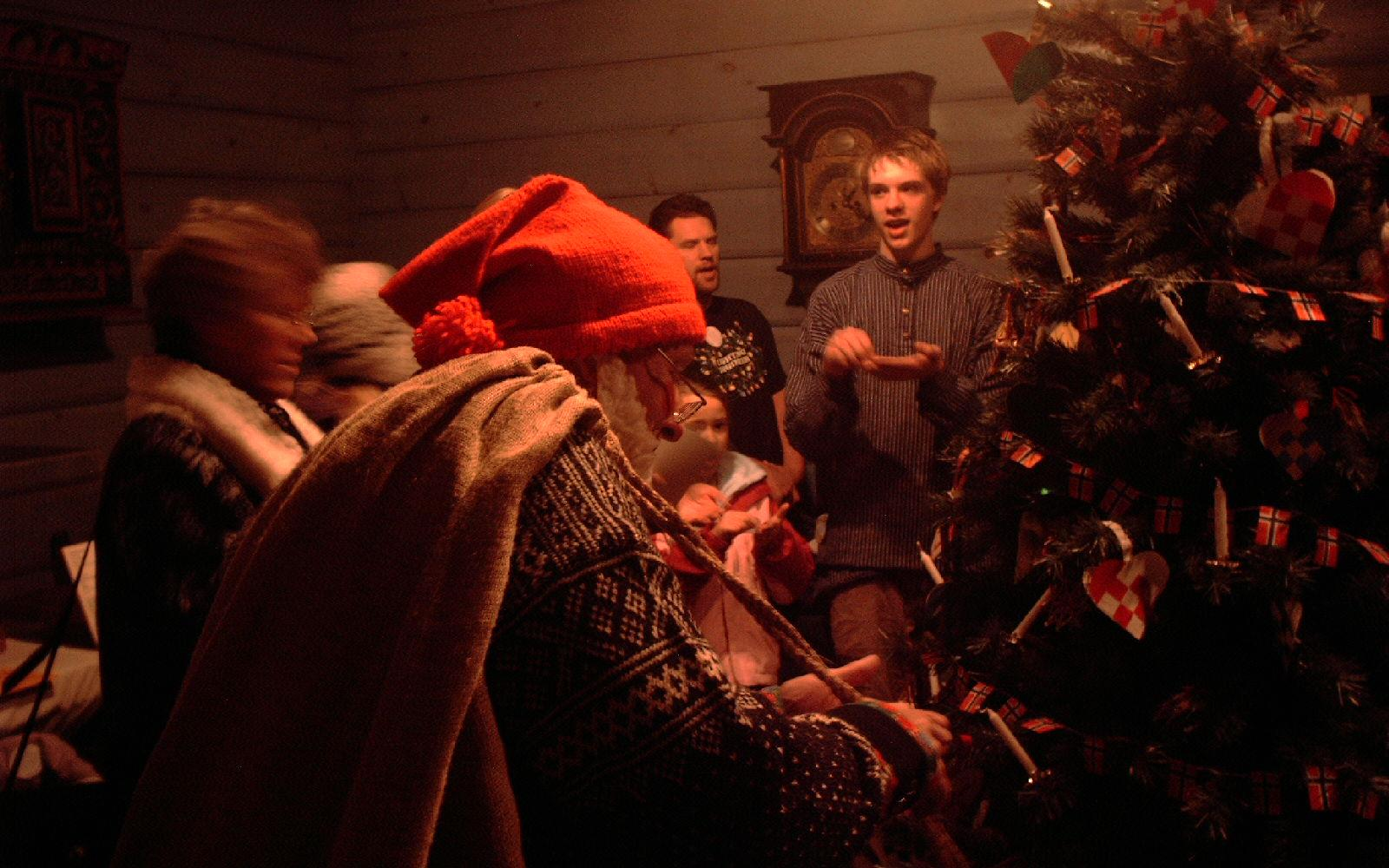
Er wordt een lied gezongen voor de julenisse (nisse is een kabouter of elf).

Het joelfeest is het Scandinavisch Winterzonnewendefeest, waarvan verondersteld wordt dat het Germaanse wortels heeft. Het feest valt in de periode die aansluit bij de kortste dag van het jaar. In deze periode worden joelvuren ontstoken.
Onder invloed van het Christendom is het heidense joelfeest omgevormd tot de kerst- of Midwinterviering, ook wel de Twaalf Heilige Nachten genoemd. Daarin hebben oudere gebruiken als het Midwintervuur een plaats gekregen. In de Scandinavische talen, alsmede in het Fins en het Estisch, wordt het woord joel nog altijd gebruikt om de festiviteiten in de hele periode van kerstavond tot Driekoningen te beschrijven. Binnen het nationaalsocialisme speelde het joelfeest een rol als vermeend tegenwicht voor de christelijke kerstviering.

## Herkomst van het joelfeest
Het vermoeden bestaat dat het joelfeest oudere wortels heeft. Een bewaard fragment van een Gotische kalender uit de zesde of zevende eeuw bevat bij de maand november het bijschrift Naubaimbair: fruma Jiuleis, hetgeen 'november, de eerste maand van de joeltijd' kan betekenen.
Het Haraldskvædi dat rond 900 is ontstaan, is het enige skaldendicht van voor 1100 waarin het joelfeest met name wordt genoemd. De dichter stelt er het joelfeest op het land tegenover het "joeldrinken" van de zeekrijgers. In stanza 6 van dit lied luidt het aldus:
De koning wil het joel buiten (op zee) drinken en het spel van Freyr beginnen.
De uitdrukking joeldrinken duidt erop dat het drinken een wezenlijk bestanddeel van de festiviteiten vormde. Gezamenlijke dronkenschap was een wezenlijk onderdeel van religieuze gebruiken (net als bij de Griekse Dionysuscultus). De dichter vermeldt in dit verband ook Freys leikr, het "spel van Freyr", zonder verdere toelichting. Freyr was een vruchtbaarheidsgodheid. Men gaat er daarom van uit dat het feest tevens met vruchtbaarheidsriten of seksuele uitspattingen gepaard ging.
Ook in de laatmiddeleeuwse vooroudersagen uit IJsland is hier en daar sprake van het joelfeest, maar hier is de invloed van de christelijke jaarkalender al sterk aanwezig. De heidense offerrituelen die de christelijke geleerde Snorri Sturluson en andere tijdgenoten beschrijven, worden niet als authentiek gezien. Men beschouwt ze tegenwoordig eerder als literaire constructies die hoogstens enkele heidense elementen bevatten, Zo schijnt de tekst van een gelofte die werd afgelegd op een everzwijn dat aan Freyr geofferd werd een voorchristelijk element te bevatten.
Doorgaans beroept men zich op Snorri Sturluson, die drie voorchristelijke jaarfeesten van de noorderlingen noemt: een bij de aanvang van de winter, een tweede rond midwinter en een derde in de zomer, waarschijnlijk bij de aanvang ervan.

## Etymologie

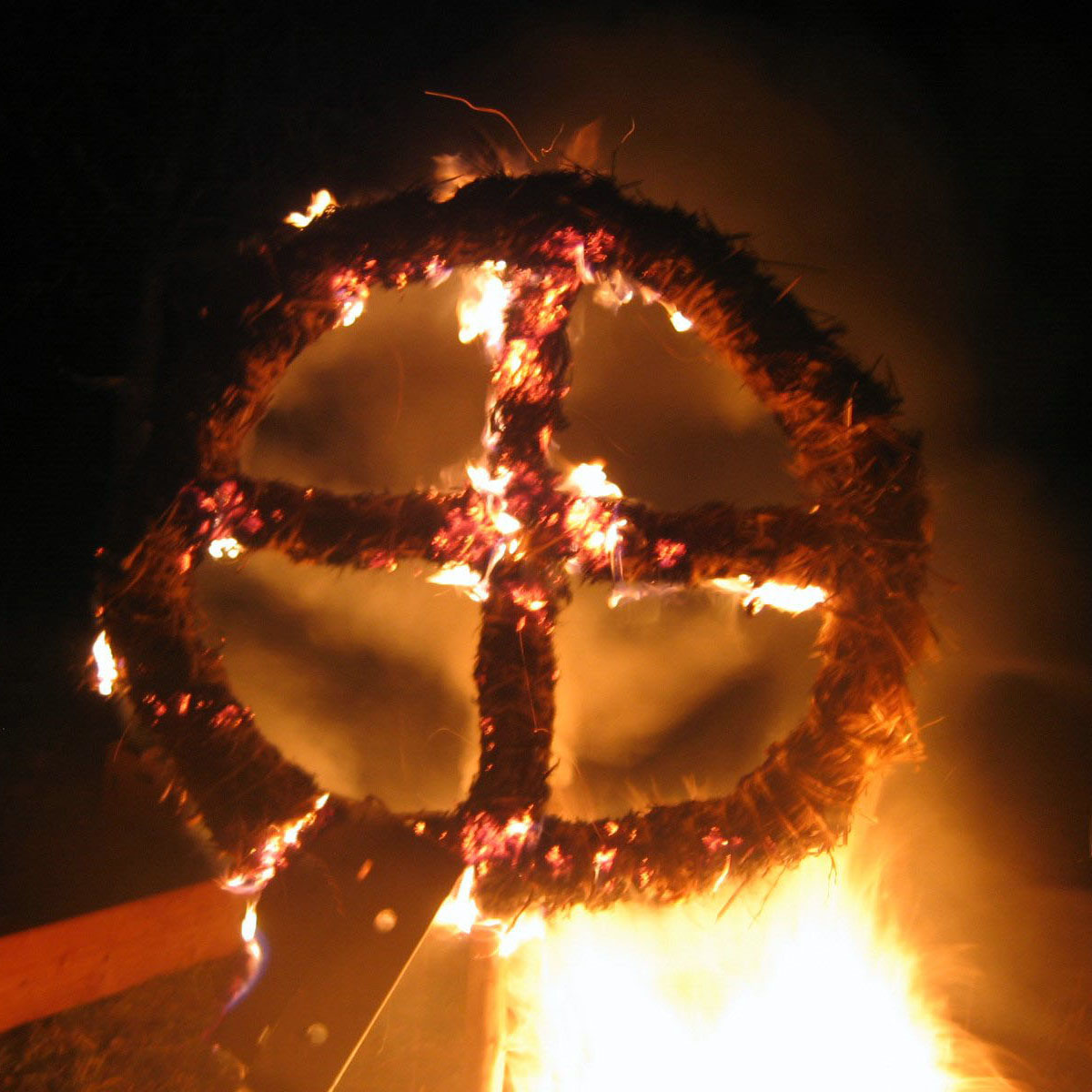
Brandend zonnekruis tijdens het joelfeest

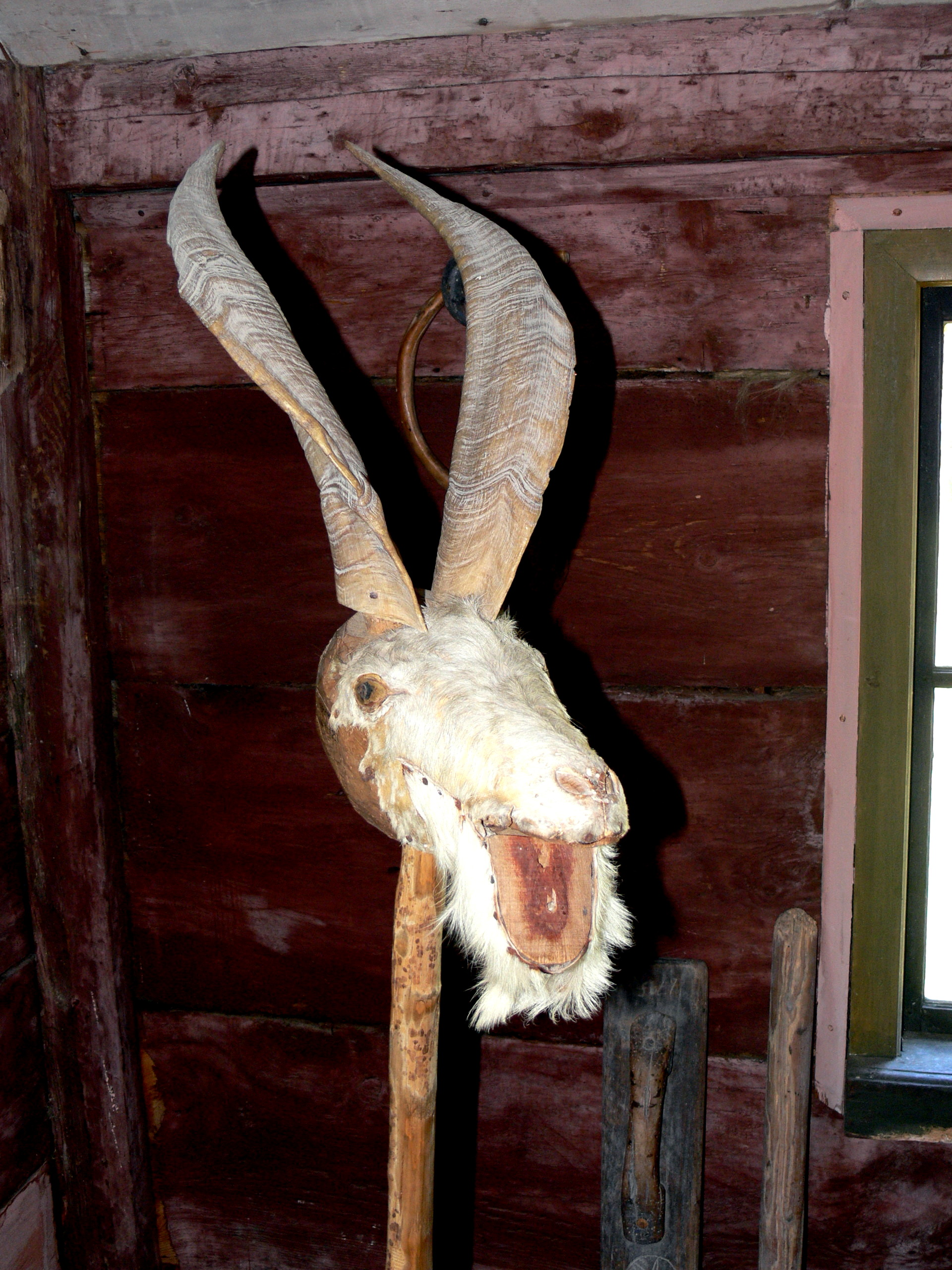
Julbocken

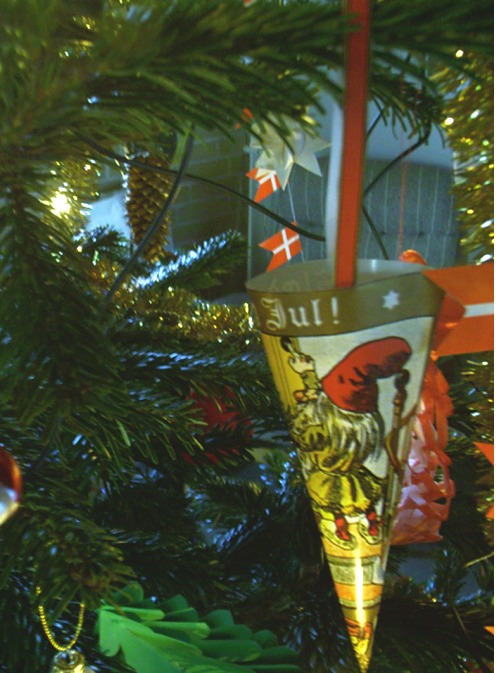
Versiering met elf

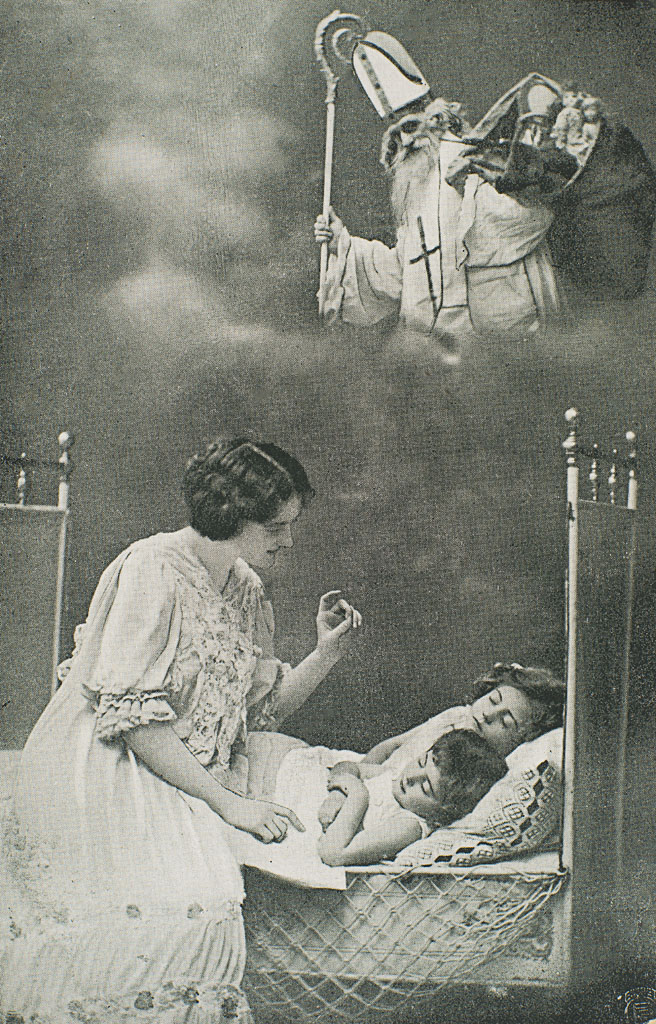
Kaart uit 1917

De meeste verklaringen voor de herkomst van het woord worden betwist. Zo is er een populaire verklaring van de herkomst van het Oudnoordse hjól, wiel, waarmee het moment zou worden aangegeven waarop het zonnewiel op zijn laagste punt is en dus klaar om weer te gaan klimmen.
Een andere mogelijke oorsprong kan worden gevonden in het woord "geol", geel. Men ziet een evolutie van dat woord in alle Germaanse en Scandinavische landen en talen: Duits "gelb", Noors "gul", Deens "gul", Nederlands "geel", Zweeds "gul", Fries "giel", zelfs het Italiaanse "giallo", Litouws "geltonas" en Roemeens "galben". Het Oudengelse géol werd het Middenengelse "yole" en ten slotte het moderne yule, terwijl het woord geol of geolu evolueerde tot yellow. Al deze termen zouden dan van de Indo-Europese wortel "ghel-" komen, wat "schijnen" betekent. Het weer langer gaan schijnen van de zon, het geel opglinsteren van de zon in de sneeuw zouden aan de basis liggen van de uitdrukking.
Volgens een derde, waarschijnlijker geachte verklaring hangt joel- samen met een andere Proto-Indo-Europese wortel, nl. jeku-, wat zoveel als "vrolijkheid" betekent.

## Griekenland
In Griekenland wordt de skakantzalos, vergelijkbaar met het joelblok, verbrand; er worden ook oude schoenen verbrand – de geur hiervan zou de kallikantzaros weghouden – en men hangt voedsel in de schoorsteen.

## Frankrijk
In Frankrijk heeft men ook een bûche de Noël (een kerstboomstam). Vroeger was dat een echte stronk die net als het joelblok werd aangestoken met een stuk kool van de stam van het jaar daarvoor. Vandaag de dag is het een gebak dat in de kerstperiode wordt gegeten.

## Nederland
In Nederland bestonden verschillende Midwinterrituelen, zoals nieuwjaarsvuren en Midwinterhoornblazen. De term joelfeest werd in de 19e eeuw uit buitenlandse literatuur geïntroduceerd en werd vooral gebruikt door volkskundigen. Het werd vooral populair in de jaren twintig en dertig van de 20e eeuw onder invloed van nationalistische stromingen die het vermeende Germaanse erfgoed verheerlijkten.

## Julleuchter
Binnen het nationaalsocialisme werden rond de joelviering verschillende rituelen geïntroduceerd. Een ervan was het ontsteken van Julleuchters, of joellampjes, een gebruik dat aan Scandinavië was ontleend, maar waarvan men ten onrechte meende dat dit een heidense betekenis had.